# Vran
Vran (v srbské cyrilici Вран) je pohoří v jihozápadní části Bosny a Hercegoviny, mezi městy Tomislavgrad a Jablanica. Jeho nejvyšší vrchol (Veliki Vran) se vypíná do nadmořské výšky 2074 m n. m. Mezi další vrcholy patří Bijela Glava (1990 m n. m.) a Mali Vran (2017 m n. m.)
V pohoří se nachází jeskyně Propala, kde se vyskytuje celoročně led. Pohoří je ze severní strany zalesněno, z jižní (strmé) strany je víceméně holé. Je předmětem řady lidových básní z regionu.
Na rozdíl od nedalekého pohoří Čvrsnica není rozsáhleji turisticky využíváno.
Z vrcholků hor je dostupný pohled na tři jezera: Ramské jezero, Bušské jezero a jezero Bidinje.